# Nuoto ai Giochi della VII Olimpiade - 200 metri rana maschili
La gara dei 200 metri rana maschili dei Giochi di Anversa 1920 venne disputata su tre turni tra il 26 e il 29 agosto; vi presero parte 24 atleti di 11 nazioni.
Il podio della gara fu lo stesso dei 400 metri, disputati 4 giorni prima: lo svedese Håkan Malmrot vinse l'oro davanti al connazionale Thor Henning e al finlandese Arvo Aaltonen.

## Primo turno
- Batteria 1

| Pos. | Atleta        | Nazione       | Tempo  | Note |
| ---- | ------------- | ------------- | ------ | ---- |
| 1    | Jack Howell   | Stati Uniti   | 3'09"8 | Q    |
| 2    | Per Cederblom | Svezia        | 3'12"2 | Q    |
| 3    | Édouard Henry | Belgio        | 3'18"0 |      |
| 4    | Rex Lassam    | Gran Bretagna |        |      |
| 5    | Sydney Gooday | Canada        |        |      |

- Batteria 2

| Pos. | Atleta          | Nazione       | Tempo  | Note |
| ---- | --------------- | ------------- | ------ | ---- |
| 1    | Olle Dickson    | Svezia        | 3'16"0 | Q    |
| 2    | Mike McDermott  | Stati Uniti   | 3'16"4 | Q    |
| 3    | Paul Neeckx     | Belgio        | 3'16"6 | Q    |
| 4    | Théodore Michel | Lussemburgo   | ?      |      |
| 5    | Émile Arbogast  | Francia       | ?      |      |
| 6    | Ernest Parker   | Gran Bretagna | ?      |      |

- Batteria 3

| Pos. | Atleta             | Nazione        | Tempo  | Note |
| ---- | ------------------ | -------------- | ------ | ---- |
| 1    | Håkan Malmrot      | Svezia         | 3'04"0 | Q    |
| 2    | Arvo Aaltonen      | Finlandia      | 3'11"6 | Q    |
| 3    | Édouard Van Haelen | Belgio         | 3'22"6 |      |
| 4    | Stephen Ruddy      | Stati Uniti    | ?      |      |
| 5    | Eduard Stibor      | Cecoslovacchia | ?      |      |
| 6    | George Robertson   | Gran Bretagna  | ?      |      |

- Batteria 4

| Pos. | Atleta           | Nazione       | Tempo  | Note |
| ---- | ---------------- | ------------- | ------ | ---- |
| 1    | Thor Henning     | Svezia        | 3'12"8 | Q    |
| 2    | Ivan Stedman     | Australia     | 3'18"8 | Q    |
| 3    | William Stoney   | Gran Bretagna | 3'20"8 |      |
| 4    | Herbert Taylor   | Stati Uniti   | ?      |      |
| 5    | Lucien Lebaillif | Francia       | ?      |      |
| 6    | Luis Balcells    | Spagna        | ?      |      |
| 7    | Félicien Courbet | Belgio        | ?      |      |

## Semifinali
- Batteria 1

| Pos. | Atleta        | Nazione     | Tempo  | Note |
| ---- | ------------- | ----------- | ------ | ---- |
| 1    | Jack Howell   | Stati Uniti | 3'10"8 | Q    |
| 2    | Per Cederblom | Svezia      | 3'14"6 | Q    |
| 3    | Thor Henning  | Svezia      | 3'16"0 | Q    |
| 4    | Olle Dickson  | Svezia      | ?      |      |
| 5    | Paul Neeckx   | Belgio      | ?      |      |

- Batteria 2

| Pos. | Atleta         | Nazione     | Tempo  | Note |
| ---- | -------------- | ----------- | ------ | ---- |
| 1    | Håkan Malmrot  | Svezia      | 3'09"0 | Q    |
| 2    | Arvo Aaltonen  | Finlandia   | 3'12"4 | Q    |
| 3    | Ivan Stedman   | Australia   | 3'16"0 | Q    |
| 4    | Mike McDermott | Stati Uniti | ?      |      |

## Finale
| Pos.    | Atleta        | Nazione     | Tempo  | Note |
| ------- | ------------- | ----------- | ------ | ---- |
| Oro     | Håkan Malmrot | Svezia      | 3'04"4 |      |
| Argento | Thor Henning  | Svezia      | 3'09"2 |      |
| Bronzo  | Arvo Aaltonen | Finlandia   | 3'12"2 |      |
| 4       | Jack Howell   | Stati Uniti | ?      |      |
| 5       | Ivan Stedman  | Australia   | ?      |      |
| -       | Per Cederblom | Svezia      | -      | DNF  |